# Kunstakademie Lettlands

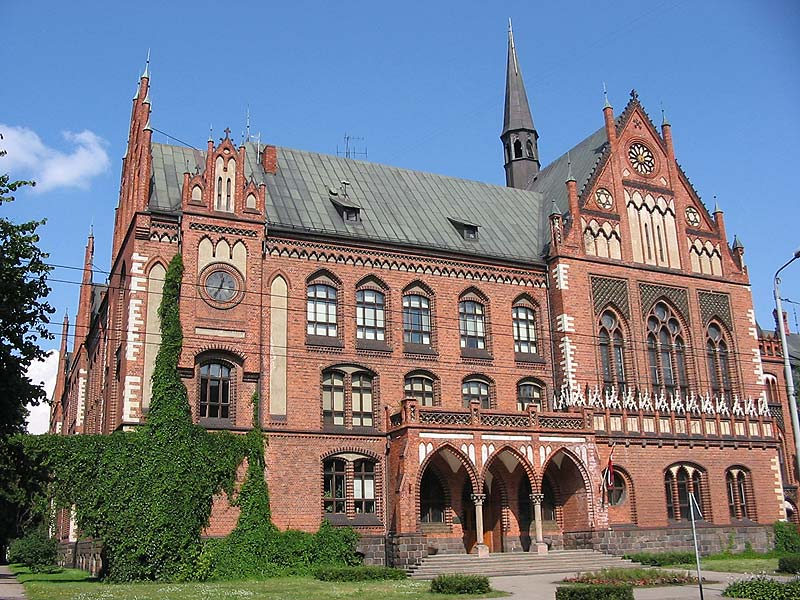
Die Kunstakademie

Die Kunstakademie Lettlands (lett.: Latvijas Mākslas akadēmija) ist eine autonome Kunsthochschule in Riga mit dem Recht, ihre eigene Verfassung und Studienprogramme auszuarbeiten. Direktor ist seit 2017 Professor Kristaps Zariņš, als Nachfolger von Aleksejs Naumovs.

## Programm
Die Akademie bietet fünf Studienrichtungen an:
- Visuelle Kunst mit Malerei, Grafik, Textilkunst
- Visuelle plastische Kunst – Skulptur, Keramik, Glaskunst
- Design – funktionelles Design, Metall-Design, Umwelt Kunst, Modische Kunst
- Audiovisuelle Medienkunst – visuelle Kommunikation, Szenografie
- Kunstgeschichte – visuelle Kunst und Kulturgeschichte und Theorie, Restauration

## Geschichte
Am 20. August 1919 wurde die Kunstakademie Lettlands durch einen Beschluss der Vorläufigen Regierung der Republik Lettland gegründet und Vilhelms Purvītis zum Direktor bestellt. 1921 begann die Ausbildung mit sieben Meisterschulen. Die erste Verfassung der Akademie wurde 1924 durch das Parlament angenommen und verabschiedet. Im Zweiten Weltkrieg und der Nachkriegszeit konnte die Ausbildung an der Akademie aufrechterhalten werden. Von 1973 bis 1988 trug die Schule den Namen Teodora Zaļkalna LPSR Valsts Mākslas akadēmija (deutsch Staatliche Kunstakademie der Lettischen Sozialistischen Sowjetrepublik Teodors Zaļkalns). Nach der erneuten lettischen Unabhängigkeit 1990 wurde versucht ein Gleichgewicht zwischen der traditionellen handwerklichen Ausrichtung und einer Anpassung an die neueren Entwicklungen in der westlichen Welt zu finden.

## Gebäude
Purvītis hatte 1919 die damalige Börsen-Kommerzschule als Lehrgebäude ausgewählt. Das Gebäude an der Esplanade mit der Adresse Todleben-Boulevard 13 (heute Kalpaka bulvāris 13) war von Wilhelm Bockslaff entworfen worden. Es war bis 1919/1920 der Sitz mehrerer deutschsprachiger Schulen. Nach längeren zähen Verhandlungen mit den Eigentümern kam jedoch kein Vertrag zustande, so dass die Akademie bis 1940 in einer ehemaligen Realschule am Kronwald Boulevard 1 untergebracht war. Nach der sowjetischen Besetzung Lettlands konnte endlich das ursprünglich ausersehene Gebäude an der Esplanade neben dem Kunstmuseum bezogen werden, wo es sich bis heute befindet. Das neogotische Gebäude hat eine Ziegelstein-Fassade, die auch die innere Gebäudestruktur widerspiegelt. Die Innenarchitektur enthält Elemente des Jugendstils, unter anderem Glasfenster von Ernst Friedrich Tode. Derzeit wird zu Sowjetzeiten verändertes Interieur in den ursprünglichen Zustand zurückversetzt.

## Lehrer
- Kārlis Zāle (1888–1942), lettischer Bildhauer
- Guntars Sietiņš (* 1962), lettischer Grafiker
- Rihards Zariņš (1869–1939), lettischer Grafiker

## Alumni
- Otomārs Nemme (1891–1947), lettischer Maler, Zeichner und Karikaturist
- Vija Dzintare (1941), lettische Bildhauerin
- Sandra Kalniete (1952), lettische Politikerin
- Gunārs Lūsis (* 1950), Grafikdesigner und Künstler